# Динан (Бельгия)
Дина́н (фр. Dinant) — город и муниципалитет в Бельгии, в провинции Намюр, на реке Маас (фр. Мёз). Главный туристический центр провинции.
По состоянию на 1 января 2005 года население муниципалитета составляло 12 907 жителей. Площадь муниципалитета — 99,80 км², таким образом плотность населения составляет 129,33 жителя на квадратный километр.

## История
Точное время возникновения данного поселения неизвестно. Само название имеет кельтское происхождение и предположительно переводится как «священная (божественная) долина». По данным археологических раскопок, поселение на месте нынешнего города уже существовало в древнеримские времена, однако первое упоминание города (вернее, моста в городе) в летописях относится к 824 году.
Средневековый город часто был ареной междоусобных войн: за всю свою историю его брали штурмом около двухсот раз, 17 раз город подвергался осаде. Особенно сильно пострадал город в 1466 году при взятии его войском бургундского герцога Филиппа Доброго.
В начале Первой мировой войны (1914) немцами были убиты 674 мирных жителя города, которых подозревали в сопротивлении; это массовое убийство известно во франкоязычной историографии как Динанская резня. К концу войны были уничтожены 75 % жилых домов.
Город также пострадал в ходе Второй мировой войны.

## Достопримечательности
- Крепость, преимущественно построенная в 1818-21 гг.
- Церковь Богоматери[фр.] с богатым убранством. Она была построена в готическом стиле в XIII—XIV веках у подножия скалы на месте старой романской церкви (которая была уничтожена в 1227 году оползнем, унесшем жизни 36 человек).
- Аббатство Леф[фр.], давшее название пиву Leffe.
- Музей пива.
- Доисторические пещеры Мон-Шаф, Ла-Нолет.
- Пещера Марго, где нашли останки мезолитическоц женщины, которая жила в долине реки Маас около 10 500 лет назад. Анализ ДНК показал, что у женщины из Марго были голубые глаза, как и у человека из Чеддара, но её кожа была немного светлее, чем у большинства других мезолитических людей, исследованных на сегодняшний день в Западной Европе[1].

## Знаменитые люди Динана
В Динане родились:
- Давид Динанский, философ и богослов.
- Патинир, Иоахим, художник.
- Пир, Жорж, священник-доминиканец, лауреат Нобелевской премии мира.
- Адольф Сакс, изобретатель саксофона.
- Камилло Эверарди, певец и музыкальный педагог.